# Nové Město nad Cidlinou
Nové Město nad Cidlinou – stacja kolejowa w miejscowości Nové Město, w kraju hradeckim, w Czechach. Znajduje się na wysokości 225 m n.p.m.
Jest zarządzana przez Správę železnic. Na stacji nie ma możliwości zakupu biletów, a obsługa podróżnych odbywa się w pociągu.

## Linie kolejowe
- 020 Velký Osek - Hradec Králové - Choceň